# Anggoli
Anggoli is een bestuurslaag in het regentschap Tapanuli Tengah van de provincie Noord-Sumatra, Indonesië. Anggoli telt 2625 inwoners (volkstelling 2010).